# Membres du 25e Seanad

Cette liste présente les membres du 25e Seanad Éireann, la chambre haute de l'Oireachtas (le parlement irlandais). 49 sénateurs sont élus en avril 2016 à la clôture du vote par correspondance. Le Taoiseach nomme 11 membres supplémentaires en mai 2006. Cette élection se déroule après les élections générales de 2016.

## Système électoral
Il y a 60 sièges au Seanad : 43 sénateurs sont élus par les panels professionnels, 6 élus par les deux circonscriptions électorales des universités et 11 sont nommés par le Taoiseach. Trois sièges sont élus par les diplômés de l'Université nationale d'Irlande et trois sièges par les diplômés et les universitaires de l'Université de Dublin.
L'article 18.8 de la Constitution dispose que l'élection du Seanad Éireann doit avoir lieu au plus tard 90 jours après la dissolution du Dáil. Le 9 février, le ministre de l'Environment et des Gouvernements communautaires et locaux, Alan Kelly, a signé les ordres pour l'élection du Seanad.
Les candidatures aux 43 sièges des panels professionnels ont été clôturées à midi le 21 mars 2016 et la liste complète des candidats du jury a été publiée au Iris Oifigiúil le 1er avril 2016. Les bureaux de vote de ces deux circonscriptions universitaires ont été fermés le mardi 26 avril 2016 à 11 heures.
Les quarante-trois sièges des panels professionnels du Seanad sont occupés par un électorat de représentants du public, comprenant le 32e Dáil entrant, le 24e Seanad sortant et des membres des conseils de villes et de comtés, chacun disposant d'une voix dans chacun des cinq groupes. L'électorat total était de1 155,. Le scrutin a pris fin le lundi 25 avril 2016 à 11 heures, le décompte commençant immédiatement après. Au total, 1 124 électeurs ont voté. Chaque panel est divisé en un sous-panel Oireachtas (intérieur) et un sous-panneau Organismes de nomination (extérieur), et une partie des sièges doit être remplie à partir de chaque sous-panel. John Dolan a été élu malgré un nombre de voix inférieur à celui de Tom Sheahan et de Thomas Welby, car ils figuraient au sein du groupe intérieur et que tous les sièges restants étaient réservés au groupe extérieur,.
Le Taoiseach Enda Kenny a nommé 11 sénateurs le 27 mai 2016.
Le 25e Seanad s'est réuni pour la première fois à Leinster House le 8 juin 2016 lorsque Denis O'Donovan a été élu nouveau Cathaoirleach du Seanad.
Le gouvernement du 32e Dáil est un gouvernement minoritaire de Fine Gael et plusieurs indépendants, soutenus par Fianna Fáil. De même, le Fine Gael n’est pas majoritaire au Seanad : et même si les 20 sénateurs du Fine Gael votent en faveur d’une motion et que les 14 sénateurs de Fianna Fáil s'abstiennent, quatre voix supplémentaires des sénateurs indépendants ou de l'opposition sont nécessaires pour adopter une motion. Il y a donc eu plusieurs votes et défaites très serrés. Ceci est inhabituel, les sénateurs nommés par le Taoiseach accordant généralement au gouvernement une majorité de voix,,.

## Composition du25eSeanad
| OrigineParti | OrigineParti   | Panel de l'administration | Panel de l'agriculture | Panel de la culture et de l'éducation | Panel de l'industrie et du commerce | Panel du travail | Université nationale d'Irlande | Trinity College | Nommés | Total | Total |
| ------------ | -------------- | ------------------------- | ---------------------- | ------------------------------------- | ----------------------------------- | ---------------- | ------------------------------ | --------------- | ------ | ----- | ----- |
|              | Fine Gael      | 2                         | 3                      | 2                                     | 3                                   | 3                | 0                              | 0               | 6      | 19    |       |
|              | Fianna Fáil    | 2                         | 3                      | 2                                     | 3                                   | 4                | 0                              | 0               | 0      | 14    |       |
|              | Sinn Féin      | 1                         | 2                      | 1                                     | 1                                   | 2                | 0                              | 0               | 0      | 7     |       |
|              | Labour Party   | 1                         | 1                      | 0                                     | 1                                   | 1                | 0                              | 1               | 0      | 5     |       |
|              | Green Party    | 0                         | 1                      | 0                                     | 0                                   | 0                | 0                              | 0               | 0      | 1     |       |
|              | Sans étiquette | 1                         | 1                      | 0                                     | 1                                   | 1                | 3                              | 2               | 5      | 14    |       |
| Total        | Total          | 7                         | 11                     | 5                                     | 9                                   | 11               | 3                              | 3               | 11     | 60    |       |

## Groupes techniques
La taille minimale d'un groupe parlementaire est de cinq sénateurs, seuil atteint par Fine Gael, Fianna Fáil, Sinn Féin et les trois groupes techniques suivants. En dehors du Cathaoirleach, l'indépendante Marie-Louise O'Donnell est la seule sénatrice à ne pas appartenir à un groupe.
Groupe indépendant (9)
| Parti             | Parti              | Nom                            | Circonscription        |
| ----------------- | ------------------ | ------------------------------ | ---------------------- |
|                   | Sans étiquette (9) | Victor Boyhan                  | Panel de l'agriculture |
| Gerard Craughwell | Sans étiquette (9) | Panel du travail               |                        |
| Joan Freeman      | Sans étiquette (9) | Nommés par le Taoiseach        |                        |
| Billy Lawless     | Sans étiquette (9) | Nommés par le Taoiseach        |                        |
| Ian Marshall      | Sans étiquette (9) | Panel de l'agriculture         |                        |
| Michael McDowell  | Sans étiquette (9) | Université nationale d'Irlande |                        |
| Rónán Mullen      | Sans étiquette (9) | Université nationale d'Irlande |                        |
| Pádraig Ó Céidigh | Sans étiquette (9) | Nommés par le Taoiseach        |                        |
| Brian Ó Domhnaill | Sans étiquette (9) | Panel de l'agriculture         |                        |

Tous sont sans étiquette, bien que tous les sénateurs indépendants ne soient pas membres du groupe.
Civil Engagement group (6)
| Parti              | Parti              | Nom                            | Circonscription                     |
| ------------------ | ------------------ | ------------------------------ | ----------------------------------- |
|                    | Sans étiquette (5) | Frances Black                  | Panel de l'industrie et du commerce |
| John Dolan         | Sans étiquette (5) | Panel de l'administration      |                                     |
| Alice Mary Higgins | Sans étiquette (5) | Université nationale d'Irlande |                                     |
| Colette Kelleher   | Sans étiquette (5) | Nommés par le Taoiseach        |                                     |
| Lynn Ruane         | Sans étiquette (5) | Université de Dublin           |                                     |
|                    | Green Party (1)    | Grace O'Sullivan               | Panel de l'agriculture              |

Tous sont des membres de l'Oireachtas pour la première fois et sont sans étiquette, sauf que M. O'Sullivan fait partie du Parti vert.
Technical group (5)
| Parti             | Parti                  | Nom                                 | Circonscription      |
| ----------------- | ---------------------- | ----------------------------------- | -------------------- |
|                   | Parti travailliste (4) | Ivana Bacik                         | Université de Dublin |
| Kevin Humphreys   | Parti travailliste (4) | Panel de l'administration           |                      |
| Ged Nash          | Parti travailliste (4) | Panel du travail                    |                      |
| Aodhán Ó Ríordáin | Parti travailliste (4) | Panel de l'industrie et du commerce |                      |
|                   | Sans étiquette (1)     | David Norris                        | Université de Dublin |

Tous sont au Labour Party, sauf David Norris (sans étiquette). Les travaillistes formaient un groupe parlementaire jusqu'à la retraite de Denis Landy, à partir de laquelle le grouper n'avait plus les 5 sénateurs requis. Ils ont d'abord formé un groupe technique avec Trevor Ó Clochartaigh, qui avait démissionné du Sinn Féin. Lorsque Ó Clochartaigh a démissionné du Seanad, les travaillistes ont recruté David Norris, qui avait quitté le groupe indépendant peu de temps après les élections de 2016.

## Liste des sénateurs
(novembre 2018).
- Note : Les noms des sénateurs élus ou nommés pour pourvoir des postes vacants sont en italiques.

| Nom                    | Panel                                 | Parti politique | Parti politique    | Notes                                                                                          |
| ---------------------- | ------------------------------------- | --------------- | ------------------ | ---------------------------------------------------------------------------------------------- |
| Martin Conway          | panel de l'administration             |                 | Fine Gael          |                                                                                                |
| Mark Daly              | panel de l'administration             |                 | Fianna Fáil        | Perd l'étiquette du Fianna Fáil en décembre 2014. La reprend en février 2015.                  |
| Michael W. D'Arcy      | panel de l'administration             |                 | Fine Gael          | Élu au Dáil en 2016                                                                            |
| John Kelly             | panel de l'administration             |                 | Parti travailliste |                                                                                                |
| Denis Landy            | panel de l'administration             |                 | Parti travailliste |                                                                                                |
| Tom Sheahan            | panel de l'administration             |                 | Fine Gael          |                                                                                                |
| Diarmuid Wilson        | panel de l'administration             |                 | Fianna Fáil        |                                                                                                |
| Paul Bradford          | panel de l'agriculture                |                 | Fine Gael          | Perd l'étiquette du Fine Gael en juillet 2013. Rejoint Renua Ireland en mars 2015.             |
| Paddy Burke            | panel de l'agriculture                |                 | Fine Gael          | Cathaoirleach                                                                                  |
| Michael Comiskey       | panel de l'agriculture                |                 | Fine Gael          |                                                                                                |
| James Heffernan        | panel de l'agriculture                |                 | Parti travailliste | Perd l'étiquette du Labour Party en décembre 2012. Rejoint Social Democrats en septembre 2015. |
| Paschal Mooney         | panel de l'agriculture                |                 | Fianna Fáil        |                                                                                                |
| Trevor Ó Clochartaigh  | panel de l'agriculture                |                 | Sinn Féin          |                                                                                                |
| Brian Ó Domhnaill      | panel de l'agriculture                |                 | Fianna Fáil        |                                                                                                |
| Denis O'Donovan        | panel de l'agriculture                |                 | Fianna Fáil        | Leas-Chathaoirleach                                                                            |
| Susan O'Keeffe         | panel de l'agriculture                |                 | Parti travailliste |                                                                                                |
| Pat O'Neill            | panel de l'agriculture                |                 | Fine Gael          |                                                                                                |
| Jim Walsh              | panel de l'agriculture                |                 | Fianna Fáil        | Resigned the Fianna Fáil party whip in March 2015                                              |
| Thomas Byrne           | panel de la culture et de l'éducation |                 | Fianna Fáil        | Élu au Dáil en 2016.                                                                           |
| Deirdre Clune          | panel de la culture et de l'éducation |                 | Fine Gael          | A démissionné du Seanad en mai 2014 après son élection au Parlement européen                   |
| John Gilroy            | panel de la culture et de l'éducation |                 | Parti travailliste |                                                                                                |
| Michael Mullins        | panel de la culture et de l'éducation |                 | Fine Gael          |                                                                                                |
| Labhrás Ó Murchú       | panel de la culture et de l'éducation |                 | Fianna Fáil        |                                                                                                |
| Gerard Craughwell      | panel de la culture et de l'éducation |                 | Sans étiquette     | Elected in a by-election on 10 October 2014, replacing Deirdre Clune                           |
| Colm Burke             | panel de l'industrie et du commerce   |                 | Fine Gael          |                                                                                                |
| Paul Coghlan           | panel de l'industrie et du commerce   |                 | Fine Gael          |                                                                                                |
| Jimmy Harte            | panel de l'industrie et du commerce   |                 | Parti travailliste | A démissionné du Seanad en septembre 2015                                                      |
| Imelda Henry           | panel de l'industrie et du commerce   |                 | Fine Gael          |                                                                                                |
| Marc MacSharry         | panel de l'industrie et du commerce   |                 | Fianna Fáil        | Élu au Dáil en 2016.                                                                           |
| Catherine Noone        | panel de l'industrie et du commerce   |                 | Fine Gael          |                                                                                                |
| Averil Power           | panel de l'industrie et du commerce   |                 | Fianna Fáil        | A démissionné du Fianna Fái en mai 2015.                                                       |
| Kathryn Reilly         | panel de l'industrie et du commerce   |                 | Sinn Féin          |                                                                                                |
| Mary White             | panel de l'industrie et du commerce   |                 | Fianna Fáil        |                                                                                                |
| Máiría Cahill          | panel de l'industrie et du commerce   |                 | Parti travailliste | Elected in a by-election on 13 November 2015, replacing Jimmy Harte.                           |
| Terry Brennan          | panel du travail                      |                 | Fine Gael          |                                                                                                |
| David Cullinane        | panel du travail                      |                 | Sinn Féin          | Élu au Dáil en 2016.                                                                           |
| Maurice Cummins        | panel du travail                      |                 | Fine Gael          | Leader of the Seanad                                                                           |
| Fidelma Healy Eames    | panel du travail                      |                 | Fine Gael          | Lost the Fine Gael party whip in July 2013                                                     |
| Cáit Keane             | panel du travail                      |                 | Fine Gael          |                                                                                                |
| Terry Leyden           | panel du travail                      |                 | Fianna Fáil        |                                                                                                |
| Marie Moloney          | panel du travail                      |                 | Parti travailliste |                                                                                                |
| Tony Mulcahy           | panel du travail                      |                 | Fine Gael          |                                                                                                |
| Darragh O'Brien        | panel du travail                      |                 | Fianna Fáil        | Élu au Dáil en 2016.                                                                           |
| Ned O'Sullivan         | panel du travail                      |                 | Fianna Fáil        |                                                                                                |
| John Whelan            | panel du travail                      |                 | Parti travailliste |                                                                                                |
| John Crown             | Université nationale d'Irlande        |                 | Sans étiquette     |                                                                                                |
| Rónán Mullen           | Université nationale d'Irlande        |                 | Sans étiquette     |                                                                                                |
| Feargal Quinn          | Université nationale d'Irlande        |                 | Sans étiquette     |                                                                                                |
| Ivana Bacik            | Trinity College                       |                 | Parti travailliste | Deputy Leader of the Seanad                                                                    |
| Sean Barrett           | Trinity College                       |                 | Sans étiquette     |                                                                                                |
| David Norris           | Trinity College                       |                 | Sans étiquette     |                                                                                                |
| Eamonn Coghlan         | Membres nommés par le Taoiseach       |                 | Sans étiquette     | Joined Fine Gael on 7 February 2012                                                            |
| Jim D'Arcy             | Membres nommés par le Taoiseach       |                 | Fine Gael          |                                                                                                |
| Aideen Hayden          | Membres nommés par le Taoiseach       |                 | Parti travailliste |                                                                                                |
| Lorraine Higgins       | Membres nommés par le Taoiseach       |                 | Parti travailliste |                                                                                                |
| Fiach Mac Conghail     | Membres nommés par le Taoiseach       |                 | Sans étiquette     |                                                                                                |
| Martin McAleese        | Membres nommés par le Taoiseach       |                 | Sans étiquette     | A démissionné du Seanad le 5 février 2013.                                                     |
| Mary Moran             | Membres nommés par le Taoiseach       |                 | Parti travailliste |                                                                                                |
| Mary Ann O'Brien       | Membres nommés par le Taoiseach       |                 | Sans étiquette     |                                                                                                |
| Marie-Louise O'Donnell | Membres nommés par le Taoiseach       |                 | Sans étiquette     |                                                                                                |
| Jillian van Turnhout   | Membres nommés par le Taoiseach       |                 | Sans étiquette     |                                                                                                |
| Katherine Zappone      | Membres nommés par le Taoiseach       |                 | Sans étiquette     | Élu au Dáil en 2016.                                                                           |
| Hildegarde Naughton    | Membres nommés par le Taoiseach       |                 | Fine Gael          | Nommé le 19 juillet 2013, remplaçant Martin McAleese. Élu au Dáil en 2016.                     |

## Changements
| Date             | Panel                          | Gain                   | Perte          | Note                                              |
| ---------------- | ------------------------------ | ---------------------- | -------------- | ------------------------------------------------- |
| 15 décembre 2016 | Panel de l'agriculture         | Sans étiquette         | Fianna Fáil    | Brian Ó Domhnaill démissionne du Fianna Fáil      |
| 28 novembre 2017 | Panel de l'agriculture         |                        | Labour Party   | Denis Landy démissionne du Seanad.                |
| 30 novembre 2017 | Panel de l'agriculture         | Sans étiquette         | Sinn Féin      | Trevor Ó Clochartaigh démissionne du Sinn Féin    |
| 5 février 2018   | Panel de l'agriculture         |                        | Sans étiquette | Trevor Ó Clochartaigh démissionne du Seanad.      |
| 27 avril 2018    | Panel de l'agriculture         | Sans étiquette         |                | Ian Marshall élu lors d'une élection partielle.   |
| 27 avril 2018    | Panel de l'agriculture         | Fine Gael              |                | Anthony Lawlor élu lors d'une élection partielle. |
| 26 juin 2018     | Université nationale d'Irlande | Human Dignity Alliance | Sans étiquette | Rónán Mullen créé le Human Dignity Alliance.      |